# Achille Devéria

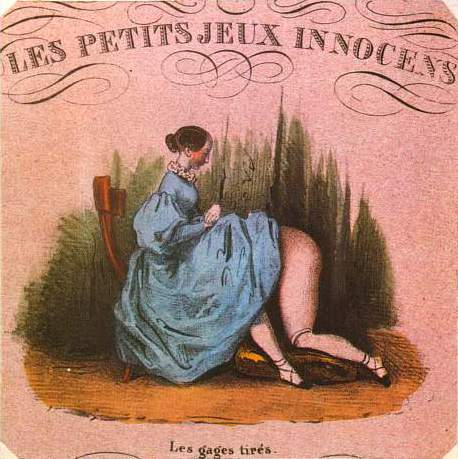
"Malé a nevinné hry"

Achille Devéria (6. února 1800 Paříž – 23. prosince 1857 Paříž) byl francouzský malíř, ilustrátor a litograf.
Svá díla začal vystavovat v roce 1822 v Salon de Paris. Portrétoval řadu významných osobností své doby a své obrazy tvořil především vodovými barvami. Jeho pestrá tvorba se nevyhýbala ani erotickým námětům, ve své době tabuizovaným, ale žádaným. Zemřel v roce 1857 po návštěvě Egypta, kde smrtelně onemocněl.